# Яроватка (роз'їзд)
Яроватка — роз'їзд Шевченківської дирекції Одеської залізниці на лінії Цвіткове — Христинівка між роз'їздом Подібне (7 км) та станцією Христинівка (16 км).
Розташований у селі Яроватка Уманського району Черкаської області.

## Історія
Станцію Яроватка було відкрито 15 (27) червня 1891 року при відкриті залізниці Христинівка — Шпола. Пізніше переведена у категорію роз'їзд.

## Пасажирське сполучення
Зупиняються приміські дизель-поїзди сполученням Черкаси — Умань та Христинівка — Черкаси. 
З 1 вересня 2016 року суттєво знижено тарифи та дозволено посадку пенсіонерів по безкоштовних квитках.